# 彭超
彭 超（ほう ちょう、? - 379年）は、五胡十六国時代前秦の軍人。安定郡の出身。兄は彭越。前秦に仕え、淮南攻略を企図したが、東晋に大敗した。

## 生涯
兄の彭越は前秦に仕え、刺史を歴任していた。
彭超もまた前秦に仕え、広武将軍・兗州刺史に任じられ、関内侯に封じられていた。
378年7月、兗州刺史彭超は苻堅の下へ使者を派遣して「晋の沛郡太守戴逯は数千の兵で彭城を守っております。臣は精鋭5万でもってこれを攻めますので、複数の将を派遣して淮南の諸城を撃ち、征南戦争の勢いをつける事を願います。東西から並進すれば、丹楊（に首都建康を置く東晋）を平定するには不足はありません」と進言した。苻堅はこれに同意して彭超を都督東討諸軍事に任じて彭城攻撃を命じると共に、都督東討諸軍事・後将軍倶難・右禁将軍毛盛・洛州刺史邵保に歩兵騎兵7万を与えて淮陽・盱眙へ侵攻させた。
8月、彭超が彭城へ侵攻すると、東晋の右将軍毛穆之は5万を率いて姑孰を守り、前秦軍に対抗した。
379年2月、東晋の兗州刺史謝玄は1万余りの兵を率いて彭城救援に向かい、泗口（当時の淮水と泗水の合流地点。現在の淮安市淮陰区碼頭鎮付近）まで軍を進めた。彼は彭城にいる戴逯に援軍到来を告げようとしたが、その術がなかった。部曲の田泓は自ら水を潜って彭城へ向かうと名乗り出たので、謝玄はこれを派遣したが、田泓は前秦軍に捕らえられてしまった。前秦軍は彼に厚く賄賂を贈り、既に援軍が敗れたと城内へ告げるよう持ち掛けると、田泓はこれを偽って同意した。そして彼は城の傍へ赴くと、城中へ「南軍はすぐに到達するぞ。我は単独で報せに来たが、賊に捕らわれる事になった。汝らは勉めよ！」と告げたので、前秦軍は彼を殺した。
彭超は輜重を留城に置いていたので、謝玄は後軍将軍何謙・将軍高衡を留城に向かわせた。彭超はこれを聞くと、彭城の包囲を解き、軍を引いて輜重を守った。戴逯はこの隙に彭城の衆を伴って、謝玄の陣営へ奔ったので、彭超は遂に彭城占拠に成功し、兗州治中徐褒にこれを守備させ、自らは南へ進んで盱眙を攻めた。倶難もまた淮陰を攻略し、邵保にこれを守らせると、彭超と合流した。
4月、毛当・王顕が2万の兵を率いて襄陽から援軍にやってくると、彭超はこれと軍を合わせて淮南へ侵攻した。
5月、彭超らは盱眙を攻略し、建威将軍・高密内史毛璪之を捕らえた。さらに前秦軍は侵攻を続け、6万の兵で幽州刺史田洛の守る三阿を包囲した。広陵からわずか百里の地であったので、東晋朝廷は大震し、江に臨んで守備兵を陳列すると共に、征虜将軍謝石に水軍を与えて塗中に駐屯させた。
兗州刺史謝玄は3万の兵を率いて広陵より三阿救援に向かい、白馬塘まで進軍した。これに対し、彭超らは配下の都顔に騎兵を与えて謝玄の迎撃に向かわせたが、塘西において都顔は敗戦を喫して戦死した。謝玄は三阿まで軍を進めると、彭超・倶難はこれを迎え撃つも敗戦を喫し、盱眙まで後退して守りを固めた。
6月、謝玄は軍を石梁まで進めると、田洛に兵5万を与えて盱眙を攻撃させた。彭超・倶難はこれに再び敗戦を喫し、さらに淮陰まで軍を後退させた。謝玄は何謙・督護諸葛侃に水軍を与えて上流へと向かわせ、その夜には淮水に掛かる淮橋を焼き払い、またも倶難らを撃った。彭超らは再び敗れて邵保が戦死し、さらに淮北まで後退した。謝玄は何謙・戴逯・田洛と共にこれを追撃し、彭超らは君川において追いつかれてまたも大敗を喫した。彭超・倶難は北へ逃走し、辛うじて逃げ果たした。倶難は今回の失態を全て彭超一人に押し付け、彼の司馬である柳渾を処断した。
7月、敗戦の報を聞いた苻堅は激怒し、檻車を送って彭超を廷尉に下した。これを恥じた彭超は自殺した。

## 人物・逸話
376年、鄄城県の城南に魏の征西将軍・鄧艾の廟を建てた。

## 関連事項
- 前秦
- 東晋
- 苻堅
- 倶難
- 謝玄
- 五胡十六国時代の人物一覧